# Difenyloacetylen
Difenyloacetylen – organiczny związek chemiczny z grupy węglowodorów nienasyconych, bezbarwne ciało stałe, o charakterystycznym zapachu.